# Wacław Wojewódzki
Wacław Maksymilian Józef Wojewódzki (ur. 11 października 1879 w Warszawie, zm. w końcu grudnia 1939 lub na początku stycznia 1940 w Lućmierzu) – inżynier-technolog, wiceprezydent Łodzi, dyrektor przedsiębiorstwa „Wodociągi i Kanalizacja m. Łodzi”. Jedna z najbardziej znanych postaci życia społeczno-politycznego międzywojennej Łodzi.

## Życiorys
Z wykształcenia inżynier-technolog. Działacz Narodowej Demokracji, Narodowego Związku Robotniczego, Narodowej Partii Robotniczej, i po rozłamie NPR-Lewicy. Działacz Stowarzyszenia Wzajemnej Pomocy Palaczy i Maszynistów Fabrycznych w Łodzi oraz Stowarzyszenia Zawodowego Robotników Przemysłu Włóknistego „Jedność”. Publicysta pism związkowych „Jedność”, „Społem”, „Praca”. Był członkiem Ligi Narodowej w 1904 roku. Organizował Towarzystwo Gimnastyczne „Sokół”. W marcu 1919 został radnym I kadencji Rady Miejskiej w Łodzi a 27 marca 1919 został wybrany na stanowisko wiceprezydenta Łodzi. 1 października 1921 złożył mandat radnego i zrezygnował z funkcji wiceprezydenta miasta. W latach 1921–1923 kierował wydziałem gospodarczym w łódzkiej Kasie Chorych. 24 lipca 1923 został ponownie wybrany na wiceprezydenta Łodzi. Od 14 kwietnia 1927, po tragicznej śmierci prezydenta Łodzi Mariana Cynarskiego przez kilka miesięcy pełnił obowiązki prezydenta Łodzi. W 1928 był inżynierem-akwizytorem firmy „J. John” w Łodzi. 12 lipca 1933 w efekcie nadmiernego zadłużenia miasta i konfliktu między partiami rozwiązano Radę Miasta, a Wojewódzkiego mianowano Komisarzem Rządowym miasta Łodzi (do 18 lipca 1935). Był współorganizatorem łódzkiej grupy Społecznego Komitetu Radiofonizacji Kraju. Po odwołaniu z funkcji komisarza kierował miejskim przedsiębiorstwem „Kanalizacja i Wodociągi” (1935 – wrzesień 1939).
Za jego rządów rozpoczęto budowę drogi do szpitala chorób płucnych w Łagiewnikach, zlikwidowano nasyp kolejowy pomiędzy dworcem Łódź-Fabryczna a ul. H. Sienkiewicza ponad ul. J. Kilińskiego co umożliwiło ułożenie torów tramwajowych na odcinku pomiędzy ul. J. Tuwima a prez. G. Narutowicza. Zbudowano także zbiornik wodny na Stokach.
W listopadzie 1939 został aresztowany w ramach dużej akcji Gestapo przeciwko łódzkiej inteligencji (tzw. Intelligenzaktion Litzmannstadt), osadzony w więzieniu przy ulicy Sterlinga 16. Prawdopodobnie w końcu grudnia 1939 lub na początku stycznia 1940 r. został zamordowany w jednej z wielu egzekucji łódzkiej inteligencji w lasach lućmierskich.
Symboliczny grób znajduje się na Cmentarzu Starym przy ul. Ogrodowej w Łodzi (kwatera 40).

## Rodzina
Według Księgi Adresowej m. Łodzi 1937-1939: „Wojewódzki Wacław, inż.-technolog, dyrektor Przeds. Kanalizacji i Wodociągów, [zam.] Piramowicza 8, tel. 218-08”.
Córka Zofia, zmarła ok. 1995 r.; najprawdopodobniej nie pozostawiła w Łodzi żadnej rodziny; przed śmiercią była zatrudniona w Zjednoczeniu „Chemitex” z siedzibą w Łodzi.

## Ordery i odznaczenia
- Krzyż Oficerski Orderu Odrodzenia Polski (10 listopada 1928)[4]
- Złoty Krzyż Zasługi (dwukrotnie: po raz drugi 13 czerwca 1936[7])

## Upamiętnienie
Ulica jego imienia znajduje się w Łodzi na osiedlu Olechów-Janów.